# Kenmore (Virginia)

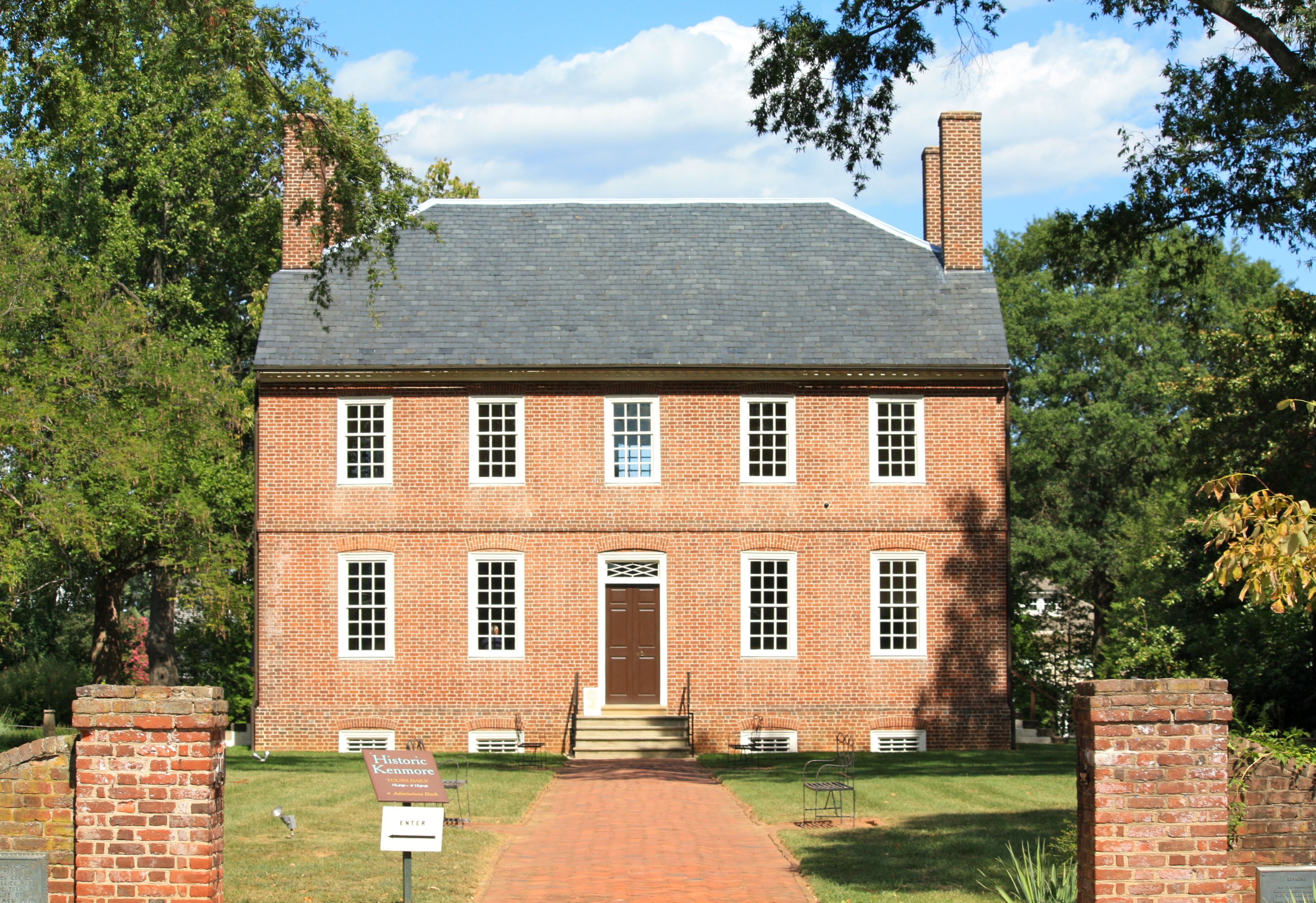
Das Kenmore-Haus im Jahre 2010.

Das Kenmore-Haus ist das Hauptgebäude auf der ehemaligen Farm der Kenmore-Plantage, gelegen in Fredericksburg, Virginia, in den Vereinigten Staaten von Amerika. Es wurde zwischen 1769 und 1775 von Fielding Lewis (1725–1781) aus Ziegelsteinen im georgianischen Stil errichtet. Lewis bewohnte das Haus mit seiner zweiten Ehefrau Betty Washington, einer Schwester von George Washington, die er 1750 geheiratet hatte. Lewis betrieb im Amerikanischen Unabhängigkeitskrieg eine Waffenfabrik, die sein Vermögen aufzehrte, und bekleidete unter anderem ein Amt als Commissary General of Munitions im Rang eines Colonel.
Das Gebäude lag zum Zeitpunkt seiner Errichtung außerhalb der Stadt und gehörte zu einer Farm, auf der Tabak, Weizen und Mais produziert wurden. Zu ihm gehörten mehrere Wirtschaftsgebäude aus Holz und eine kleine Werft. Zwei Wirtschaftsgebäude wurden Anfang der 1920er Jahre aus Ziegelsteinen nachgebaut. Das Hauptgebäude wurde teils von ausgebildeten Handwerkern errichtet; die Verwendung von Ziegelsteinen war seinerzeit besonders kostspielig, weil diese auf dem Gelände hergestellt werden mussten. Mehrere Räume im Erdgeschoss weisen Stuckarbeiten an Wänden und Decken auf, die überwiegend nach einem Musterbuch des englischen Landschaftsgärtners Batty Langley gestaltet wurden. Vergleichbare Stuckarbeiten lassen sich in keinem anderen Privathaus Nordamerikas aus dieser Bauperiode nachweisen. Das Anwesen wurde 1819 von der Familie Gordon erworben, die ihm auch den Namen gaben. Ab 2001 wurde das Gebäude detailreich und aufwendig restauriert sowie der Garten neu angelegt. Es wird, wie die Ferry Farm, von der George Washington Foundation unterhalten und ist als Museum öffentlich zugänglich.
Im Juni 1969 wurde das Anwesen als Gebäude in das National Register of Historic Places eingetragen. Kenmore trägt seit dem 15. April 1970 den Status eines National Historic Landmarks. Außerdem ist Kenmore Contributing Property des Washington Avenue Historic Districts, der im Mai 2002 geschaffen wurde.

## Gordon Cemetery
Der Gordon Cemetery in Fredericksburg ist ein kleines Familienfriedhof der Gordon-Familie. Auf diesem Friedhof sind 12 Mitglieder der Familie bestattet. Der Friedhof ist von einer etwa 2 Meter hohen Ziegelmauer umgeben und mit einer Eintrittspforte ausgestattet.
Der Friedhof liegt an der Kreuzung vom Washington Boulevard und Pitt Street und befindet sich in einem guten Zustand. Gleich hinter dem Friedhof liegt ein Tal, und auf dem gegenüberliegenden Hügel, wo heute die University of Mary Washington steht, verlief einst die Frontlinie der Konföderierten Staaten.